# Rite funéraire étrusque

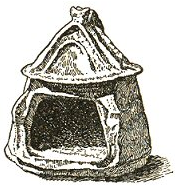
Gravure d'un exemplaire d'urne-cabane

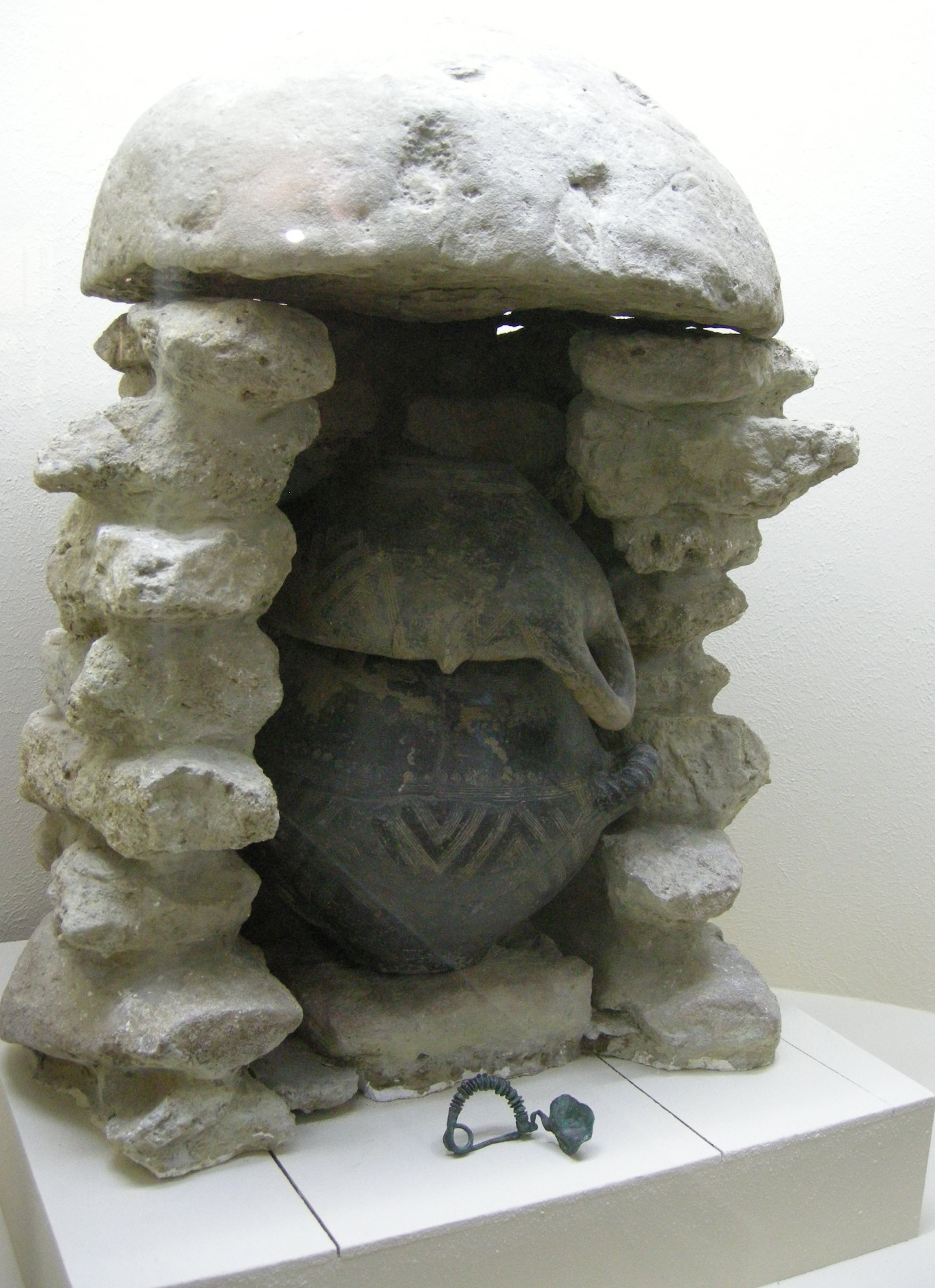
Urne biconique dans son puits de pierre (reconstitution au musée Guarnacci de Volterra)

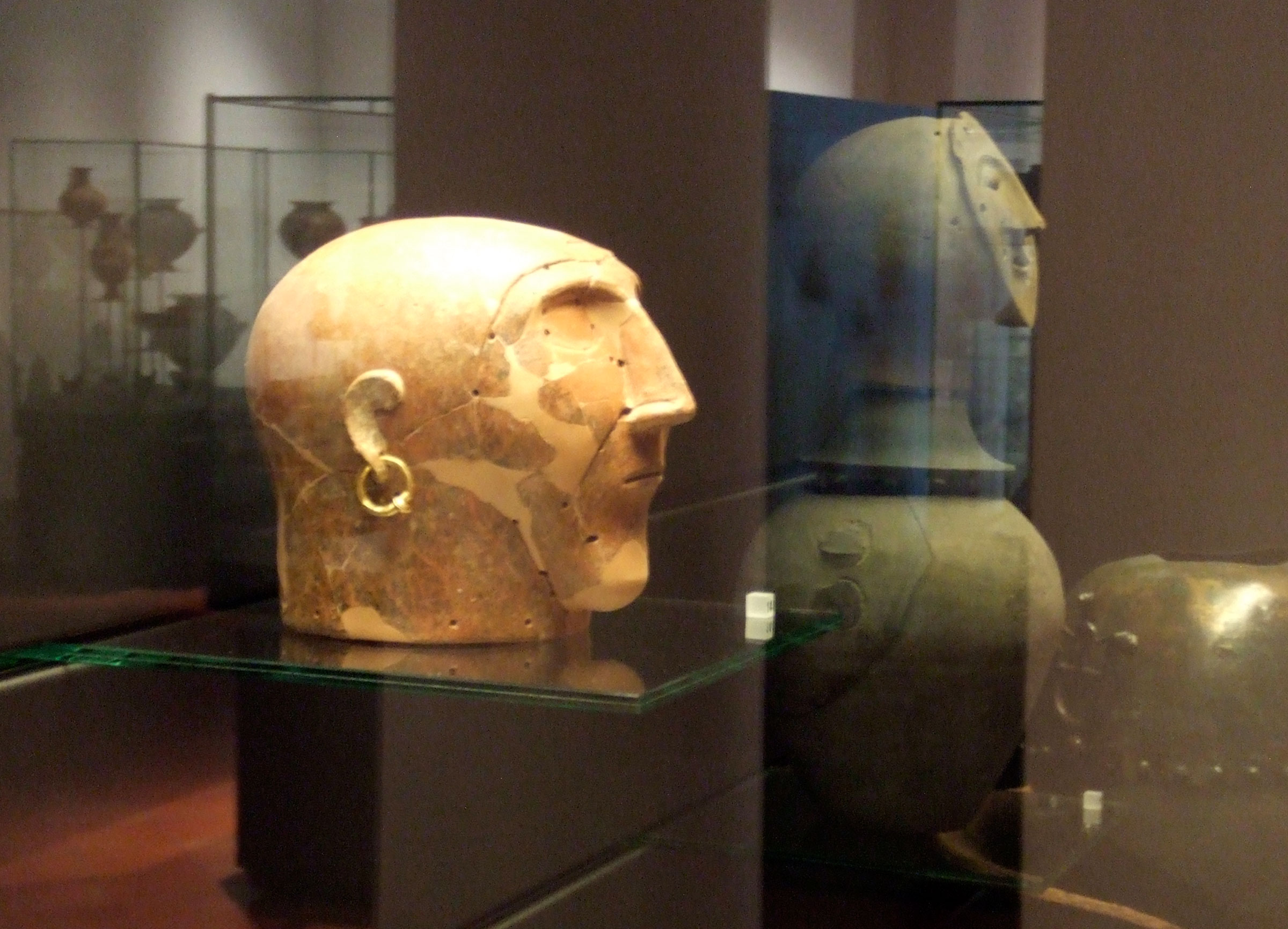
Têtes de canope de Chiusi

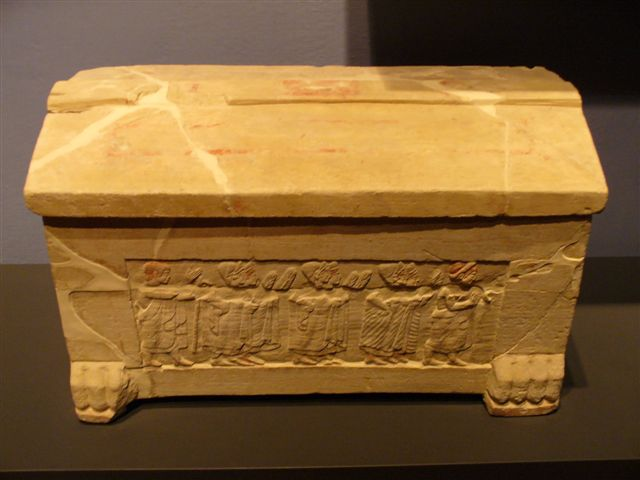
Sarcophage architectonique à bas-relief figuré

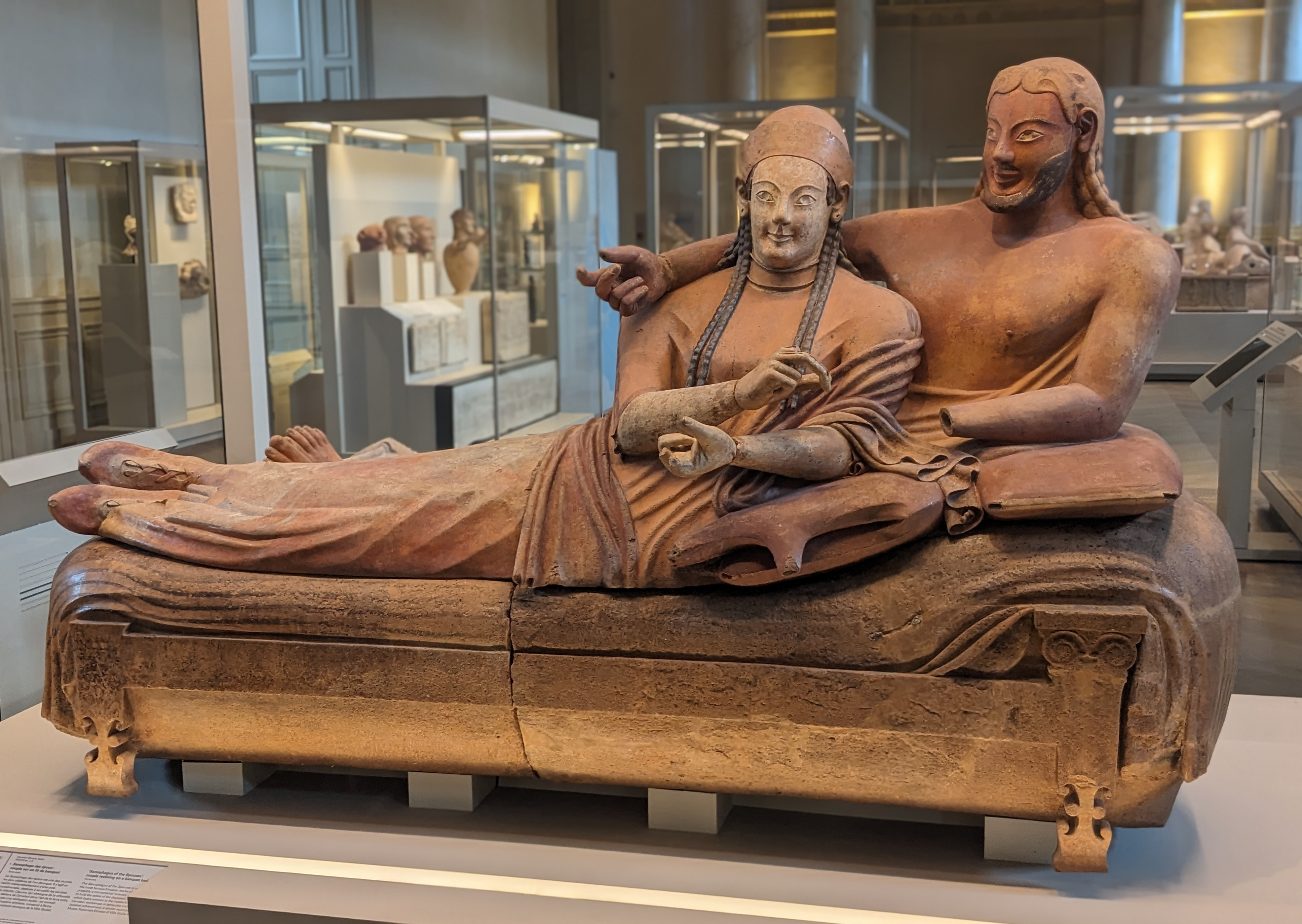
Grand sarcophage figuré dit « des Époux »

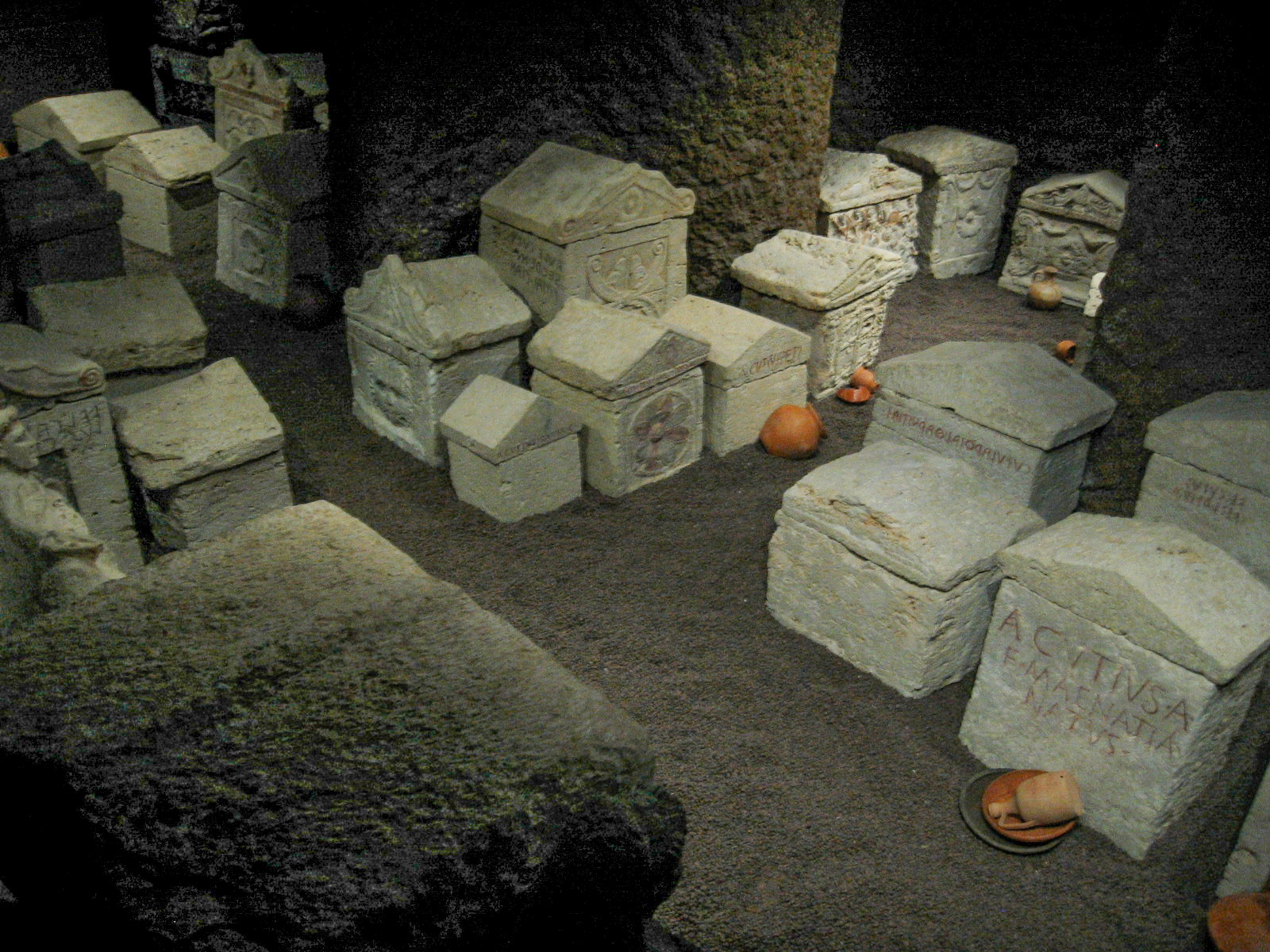
Intérieur d'une tombe familiale (reconstitution du Musée national d'Archéologie de l'Ombrie, Pérouse)

Tombe a camera peinte de Monterozzi

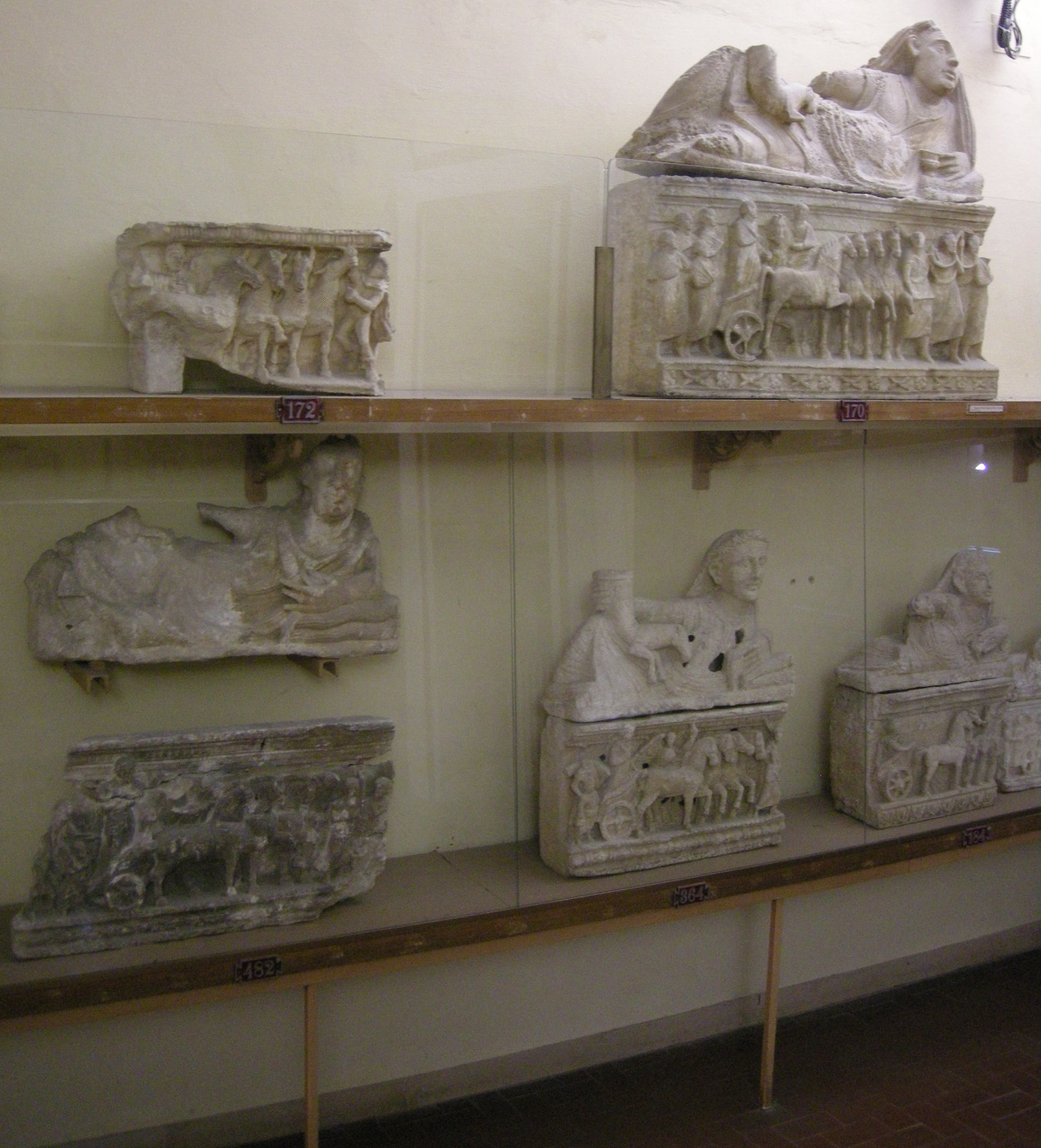
Urnes cinéraires du musée Guarnacci de Volterra

Le  rite funéraire  étrusque évolue avec le développement de la culture étrusque  de la fin de l'âge du fer à l'époque romaine, soit pendant plusieurs siècles avant notre ère, partant de l'incinération, passant ensuite à l'inhumation, et retournant à la crémation.

## Les rites probables
Comme pour d'autres rites funéraires les offrandes (nourriture et boisson), les objets familiers du défunt accompagnent le mort dès les plus anciennes sépultures : des petits objets métalliques (les seuls retrouvés) ont été retrouvés dans les urnes-cabanes ; le casque du combattant, le collier de la femme, posés sur les urnes biconiques ou les têtes de canope de Chiusi (boucle d'oreille féminisant la tête stylisée asexuée). La vie dans l'au-delà est évoquée par les scènes des fresques des parois des tombes peintes (tombe à volta de  Monterozzi), la pose du banqueteur semidisteso du symposion grec se trouve exprimée sur ces fresques et dans les couvercles des sarcophages, la femme étrusque est souvent placée à égalité avec l'homme et certains sarcophages les joignent dans le même tombeau (Sarcophage des Époux).
L'inhumation est sûrement précédée de rites mais les représentations et les écrits manquent (probablement exposition du défunt sur un lit de parade, avec danses de lamentations, onctions et baiser au mort, puis rites de revitalisation : banquet, danses, jeux présidés par le défunt). L'au-delà est suggéré par une fausse porte des Enfers étrusques dans certaines des tombes (Monterozzi).
Les collections du Musée archéologique national de Chiusi exposent des statues d'ancêtres, assis, accompagnant le mort dans sa tombe.
Certaines lois (leges Numae 178,21), imposent des règles différentes entre les morts « naturelles » et « exceptionnelles » (prodiges) ; ces dernières, comme celle provoquée par la foudre, interdisent, par défaveur des dieux (Horace, Art poétique 470-472 commenté par Porphyre), les hommages habituels au mort, et le lieu de son inhumation (sans crémation rituelle) devient interdit :

« Si hominem fulminibus occisit, ne supra genua tollito ; Homo si fulmen occisus est ei iusta nulla feiri oportet. »

— Pline l'Ancien, H.N. II, 145

## Typologie des urnes funéraires étrusques
- L'urne-cabane de l'âge du fer, contenant l'ossuaire et les cendres du mort, adoptant la forme de l'habitation.
- L'urne biconique villanovienne, contemporaine de la précédente, abordant la personnalisation du mort mais très peu anthropomorphe (casque, collier)
- La tombe  a ziro intégrant le  canope de Chiusi, avec son couvercle plus anthropomorphe (tête très figurative),
- Le sarcophage architectonique (en forme stylisée d'un édifice (avec des piliers dans les angles, un couvercle en toit à deux pentes) destinée à l'inhumation, il adopte alors les dimensions naturelle de l'humain.
- Le sarcophage à bas-reliefs historiés à thèmes mythologiques sur ses flancs, d'inspiration grecque manifeste, il annonce une narration symbolique sur la vie et l'au-delà.
- Le sarcophage figuré avec son couvercle sculpté exposant le mort, voire le couple en banqueteurs (Sarcophage des Époux), dans la pose du symposium grec. Les attributs du mort révèle son statut (volumen du lettré, modèle de foie tenu par la figure du devin...).
- l'urne cinéraire (en albâtre, de Volterra) retourne aux dimensions des cendres du mort, mais garde la forme précédente du sarcophage figuré, le mort (le couple) en banqueteur.

### Par époques
Classification :
Culture villanovienne
- urne-cabane,
- urne biconique,
- tomba a ziro.

Période orientalisante
- tomba a ziro,
- canope de Chiusi
- tumulus,
- tomba a camera
- tomba a tramezzo
- bucchero a cilindretto

Période archaïque
- bucchero a stampo
- sculpture funéraire
- bas-relief en pietra fetida
- urne cinéraire

Période classique
- urne en marbre ou en albâtre,

Période hellénistique
- urne en terre-cuite
- tomba a nicchiotti
- tomba a volta

## Typologie des tombes contenant les urnes
La tombe étrusque obéit aux nombreux rites funéraires en vigueur suivant les périodes de sa civilisation : de l'urne cinéraire simple enfouie dans le sol puis dans un puits, à la banquette de pierre recevant le corps du défunt habillé des attributs de sa fonction, puis aux sarcophages, à bas-reliefs ou figurés, des tombes collectives rassemblant les membres d'une même famille (noble), décorées de fresques, rassemblant un mobilier funéraire riche.
Plusieurs types de tombes s'en dégagent dont la dénomination est descriptive suivant leur forme, leur accès, la complexité de leur architecture.
Individuelles, elles sont « à fosse », creusée dans le sol puis fermée par un tas de pierres ou puits de pierres contenant l'urne-cabane ou l'urne biconique,  a ziro dans une jarre contenant le canope, placée ensuite dans le puits, fermé par une pierre en surface.
Collectives, elles sont à hypogées, creusées puis recouvertes d'un tumulus, elles accueillent plusieurs urnes des morts de la même communauté sur des banquettes de pierre ; elles peuvent être a edicola,  a volta (à voûte à  pilier central), a camera (simulant l'intérieur d'une maison avec son toit à deux pentes et la poutre maîtresse du columen).
Regroupées en nécropoles, les tombes familiales constituent des véritables villes où le rite funéraire est célébré par famille notable, dont la puissance est exprimée par la richesse des décorations autant sur les sarcophages que les parois des tombes.

## Sites remarquables des nécropoles

### Principaux

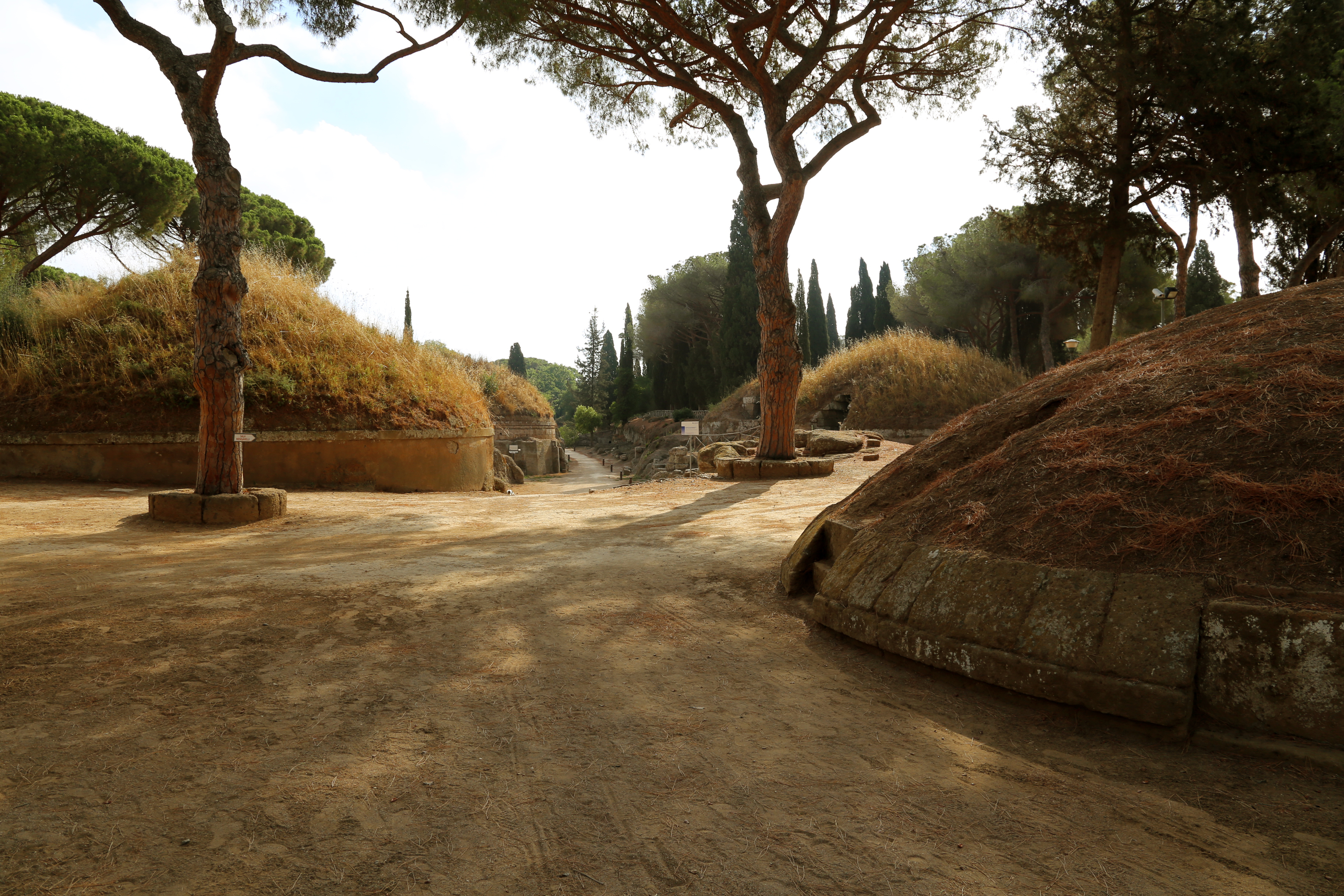
La Via degli Inferi, entrée de la nécropole de Banditazccia.

- Tarquinia : site de Monterozzi (6 000 tombes, dont 200 peintes).
- Cerveteri : nécropole de Banditaccia
- Manciano : Statonie.
- Véies : sanctuaire de Portonaccio
- Castiglione della Pescaia : site archéologique de Vetulonia sur la  frazione de Vetulonia.
- Orvieto :  Nécropole du Crucifix du Tuf •  et  Nécropole de Cannicella.
- Sorano et Sovana : Area archeologica di Sovana.
- Sarteano : nécropole des Pianacce
- le site de la Cosa étrusque près d'Orbetello : Tagliata Etrusca et de la Spacco della Regina.
- Site de Norchia, Latium

### Secondaires
- Prato :  Nécropole de Prato Rosello
- Colle di Val d'Elsa : Site de la frazione Dometaia
- Marzabotto, Émilie-Romagne
- Mevaniola, Émilie-Romagne
- Tombe Morelli, Chianciano Terme